# SYR2: Slaapkamers Met Slagroom
SYR2: Slaapkamers Met Slagroom är en EP från 1997 av Sonic Youth. SYR2: Slaapkamers Met Slagroom var den andra i serien av mest instrumentala och experimentella utgåvor på bandets eget skivbolag SYR. Skivan bygger på nederländska och titeln betyder "Sovrum med vispgrädde". SYR2: Slaapkamers Met Slagroom släpptes den 2 september 1997.

## Låtlista
1. Sleepkamers Met Slagroom
2. Stil
3. Herinneringen